# Donald Hawgood
Donald Trevor Hawgood (20 marzo 1917 – Toronto, 8 luglio 2010) è stato un canoista canadese.

## Palmarès

### Olimpiadi
- Argento a Helsinki 1952 nel C2 10000 metri.